# Comodo Group
Comodo Group – amerykańskie przedsiębiorstwo informatyczne, założone w New Jersey w 1998. Działalność firmy skupia się w obszarach zabezpieczeń programowych komputerów oraz wystawianiu certyfikatów SSL. CEO Comodo od dnia jego założenia jest Melih Abdulhayoglu.

## Produkty
Comodo Group jest producentem programów z zakresu bezpieczeństwa komputerowego dla pojedynczych komputerów, jak i rozwiązań sieciowych. Tworzone oprogramowanie w większości wersji dostępne jest za darmo, jak i płatnie, przy zapewnieniu podobnej funkcjonalności. Darmowe wersje oceniane są dość wysoko w testach porównawczych. Najbardziej znanym produktem jest pakiet zabezpieczający Comodo Internet Security. W skład pakietu wchodzą programy, takie jak program antywirusowy Comodo AntiVirus, oraz zapora sieciowa chroniąca przez złośliwym oprogramowaniem. Uzupełnieniem pakietu są przeglądarki Comodo Dragon oraz Comodo Ice Dragon, które oferują integrację z usługą Comodo Secure DNS w celu poprawy bezpieczeństwa.
Comodo Group jest również jednym z największych wystawców certyfikatów SSL na rynku – w 2016 Comodo posiadało 40,3% udziałów w rynku.
Inne usługi świadczone przez Comodo dotyczą wsparcia technicznego i doradztwa w zakresie zabezpieczania komputerów przed złośliwym oprogramowaniem zarówno dla klientów indywidualnych, jak i biznesowych.